# Anua ponderosa
Anua ponderosa là một loài bướm đêm trong họ Erebidae.